# Космос Ню Йорк
„Ню Йорк Космос“ (на английски: New York Cosmos) е футболен отбор от САЩ. Най-успешният клуб в страната в ерата на Северноамериканска футболна лига (NASL) до 1984 г., когато тя е елитната дивизия на футбола в САЩ. В клуба са играли множество величия на световния футбол, като бразилеца Пеле, немеца Франц Бекенбауер, нидерландеца Йохан Неескенс.

## История
Основан е през 1970 г. от братята Ахмед и Несум Ертеган (Ертюган) (основатели на звукозаписната компания Atlantic Records) със седалище Ню Йорк и неговите предградия. Първият професионален футболист, подписал с клуба, е англичанинът Гордън Брадли, впоследствие и играещ треньор. През 1971 г. отборът е регистриран в Северноамериканска футболна лига и достига полуфинал в дебютния си сезон. В състава на Космос се отличава нападателят от Бермуда Ранди Хортън, който става голмайстор на клуба в първите 4 сезона на съществуването му. Хортън печели и награда за новобранец на годината в лигата. През 1972 Космос печели първата си титла в НАСЛ, но в следващите сезони отборът не достига дори плейоф.
През 1975 г. Космос привлича „краля на футбола“ Пеле. Заплатата на трикратния световен шампион е космическа по онова време – 1,4 милиона долара годишно. Въпреки това Космос все още не успява да достигне плейофната фаза, оставайки трети в дивизията си. През 1976 г. треньор става Кен Фърпи. Той привлича нападателя на Лацио Джорджо Киналя, който става вечен голмайстор в историята на клуба със 193 попадения. Космос отново става един от водещите отбори в страната, когато към отбора се присъединяват защитниците Карлос Алберто Торес и Франц Бекенбауер. Благодарение на тази плеяда от световни звезди, тимът печели титлите през 1977 и 1978 г.
След края на кариерата на Пеле интересът към НАСЛ рязко спада, а конкурентоспособността намалява. Космос стават шампиони през 1980 и 1982 година, а Джорджо Киналя става петкратен голмайстор на лигата по време на престоя си в Космос, три от които поредни. През 1984 г. НАСЛ се разформирова поради отслабналия интерес към футбола в страната. След закриването на Северноамериканската футболна лига „Космос“ се опитва да направи независим отбор, но е неуспешно и клубът се разпада през 1985 г.
Продължава да съществува само младежкият отбор, докато през 2009 г. бизнесменът Пол Кемпсли и неговата група, включваща футболни величия като Пеле и Ерик Кантона не откупуват името. Главната цел на клуба е попадането му в „Мейджър Лийг Сокър“ (Major League Soccer). В периода 2010 – 2012 Космос играят само в демонстративни мачове, сред които бенефиса на Пол Скоулс.
През 2012 г. е обявено, че Космос ще играе във възобновената през 2009 Северноамериканска футболна лига, която е втори ешелон на футбола в САЩ. На 11 декември 2012 г. с Космос подписва Карлос Мендес. Защитникът е и първия капитан в новата история на клуба. През 2013 година отборът започва участието си в НАСЛ и е привлечен бившия испански национал Маркош Сена. През 2013 г. Ню Йорк Космос печели НАСЛ.
В края на 2014 г. още една легенда е привлечена от Космос – това е бившият капитан на Реал Мадрид Раул. С него в състава Космос печели Пролетния шампионат на Северноамериканската лига, а през ноември 2015 г. печели и самото първенство, след като побеждава на финала Отава Фюри с 3:2. Хеттрик отбелязва аржентинецът Гастон Селерино.

## Успехи
- Шампиони на Северноамериканската футболна лига (6) – 1972, 1977, 1978, 1980, 1982, 2013*, 2015
- Вицешампион на Северноамериканската футболна лига – 1981
- Носител на Трансатлантическата купа (3) – 1980, 1983, 1984
- Финалист за Трансатлантическата купа (2) – 1981, 1982
- През 2010 Северноамериканската футболна лига е възстановена като втора дивизия на футбола в САЩ

## Най-известните играчи
- Пеле 1975 – 1977
- Джорджо Киналия 1976 – 1985
- Франц Бекенбауер 1977 – 1980 и 1983
- Оскар Бернарди 1979 – 1980
- Владислав Жмуда 1984
- Карлос Алберто Торес 1977 – 1980 и 1982
- Йохан Неескенс 1979 – 1984
- Ромерито 1980 – 1983
- Мордехай Шпиглер 1974 – 1977
- / Маркош Сена 2013 – 2015
- Раул 2015